# Prosper-René Blondlot
Prosper-René Blondlot (Nancy, 3 luglio 1849 – Nancy, 24 novembre 1930) è stato un fisico francese.

## Biografia
Nel 1896 fu nominato professore di fisica all'università di Nancy e mantenne la cattedra fino al 1911.
Fu grande studioso di termodinamica ed elettrostatica, tantoché costruì con Ernest-Adolphe Bichat un elettrometro assoluto. Nel 1903 balzò agli onori delle cronache per aver annunciato la scoperta dei raggi N, che in seguito si rivelarono inesistenti.